# Київ-Лондон
«Київ-Лондон» — пісня українського рок-гурту O.Torvald з альбому O.Torvald 2008 року. Ця пісня була написана для підтримки патріотизму українців. Текст пісні співається двома мовами: українською та англійською.
Приклад: (Люблю тебе, моя UA), (Якщо дозволите ви, can I say).
Словами «Київ i є мій Лондон», вокаліст Євген Галич порівнює два міста, і що в Києві так само добре, як і в Лондоні.

## Відеокліп
У 2008 році гурт відзняв кліп на цю пісню. На відео показано членів гурту, які одночасно грають на тлі українського і британського прапорів. Також кожен музикант грає з коробкою на голові, на яку прикріплено фото кожного з учасників, і замість справжніх музичних інструментів, кожен з них показує намальовані на папері (барабани, гітара і мікрофон).